# Carpinus gigabracteatus
Carpinus gigabracteatus (Carpinus gigabracteata) — вид квіткових рослин, дерево з родини березових. Поширення: пд. Китай (Юньнань).

## Біоморфологічна характеристика
Дерево до 8 м заввишки, листопадне; кора сіра, гладка. Гілочки чорно-коричневі, голі. Вид має надзвичайно великі приквітки (3.9–4.8 × 1.4–2.0 см). Листкова пластинка еліптична, овально-еліптична або овальна, 7.0–12.0 × 4.0–7.0 см, співвідношення довжини до ширини 1.4–2.0, основа округла, округло-клиноподібна або серцеподібна, край регулярно або нерівномірно та подвійно дрібно-пильчастий, верхівка загострена; з кожного боку від середньої жилки є 9–14 бокових жилок, бічні жилки значно втиснуті адаксіально (верх листка); довжина ніжки листка 7–14 мм. Супліддя: 8.0–12.0 × 5.0–5.5 см. Горішок овально-еліпсоїдної форми, 5.3–7.0 × 4.0–5.5 мм, густо запушений, густо ворсинчастий на верхівці, густо смолисто-залозистий. Цвіте з квітня по травень і плодоносить з липня по вересень.

## Середовище
Дотепер лише одна популяція C. gigabracteatus була знайдена на південному сході провінції Юньнань на крутому карстовому вапняковому пагорбі. 